# Rött ljus, rött ljus
Rött ljus, rött ljus är en låt av det svenska punkrock-bandet Noice. Låten återfinns som åttonde låt på albumet Europa, släppt i oktober 1982 och skrevs av Freddie Hansson och Peo Thyrén. Den släpptes också som singel 1982 och B-sidan till singeln var låten "Ringer dig". Låten är en av endast två singlar av Noice som sjöngs av Niclas Östergren; den andra är "Du och jag".

## Medverkande
- Freddie Hansson – synthesizers, sång
- Peo Thyrén – bakgrundssång
- Niclas Östergren – sång

## Listplaceringar
| Lista (1982) | Placering |
| ------------ | --------- |
| Sverige      | 13        |